# Klaus Hornig
Ernst Hornig, född 11 december 1907 i Schweidnitz, död 12 december 1997 i München, var en tysk polisofficer och jurist. Som medlem av Polisbataljon 306 vägrade han att delta i arkebuseringen av sovjetiska krigsfångar i Zamość 1941.

## Biografi
Hornig utbildade sig inom Schutzpolizei. I oktober fick han marschorder till Lublin i Generalguvernementet. Han och andra polismän skulle ingå i Polisbataljon 306, som tillhörde Ordnungspolizei och deras uppdrag bestod i att arkebusera 780 sovjetiska krigsfångar i ett skogsområde i närheten av Zamość. Med hänvisning till internationell rätt och den militära strafflagen vägrade Hornig att utföra denna order. Ärendet kom till Reichsführer-SS Heinrich Himmlers kännedom och Hornig internerades senare i koncentrationslägret Buchenwald.
År 1945 blev Hornig befriad ur lägret, men greps på nytt för att ha tillhört en polisbataljon. Han hölls i fängsligt förvar fram till 1947 och var vittne och tolk vid Nürnbergprocessen. År 1986 mottog Hornig Bundesverdienstkreuz för sitt mod under andra världskriget.